# Obligeană
Obligeana (Acorus calamus) este o specie de plante erbacee, vivace, cu miros aromatic plăcut, originară din India și care crește în locuri mlăștinoase. Face parte din genul Acorus, familia Acoraceae (L.).

## Denumire populară
Este cunoscută în limbaj comun, în afară de obligeană, și ca trestie mirositoare, spetează, pestriță, calm, speribană, buciumașă, calamar, calin, calmena, colm, crin de apa, paporontec, papură roșie, spiribana, tartarachi.

## Caracteristici
Rădăcina este sub formă de rizom articulat, cărnos, spongios, târâtor, puternic înrădăcinat. Este lungă de 50 - 150 cm și are o culoare gălbuie. Rizomii (calamii rhizoma) se recoltează toamna și se utilizează ca tonic în industria farmaceutică. Conțin ulei volatil (bogat în azaronă), tanin și principii amare (acorină), care au proprietăți antibacteriene și insecticide.
Tulpina este aeriană, înaltă de 100 - 150 cm, roșiatică la bază. Are patru muchii și poartă o singură frunză, lungă de 20-80 cm.
Frunzele sunt alterne, lungi, uniforme, cu vârful ascuțit, așezate pe 2 rânduri.
Spadicele (cocean, știulete) este tubulos, lung de până la 22 cm.
Florile sunt hermafrodite, de culoare galbenă. Apar într-o inflorescență cărnoasă, de formă cilindrică. Perigonul este cu 6 foliole verzui și androceul cu 6 stamine.
Fructele sunt sub formă de bace alungite, de culoare roșiatică, de obicei sterile.

## Înmulțire
Înmulțirea plantelor se face pe cale vegetativă, prin despărțire.

## Utilizări
Datorită proprietății rădăcinilor și frunzelor se utilizează în industria farmaceutică și cosmetică pentru aromatizare. În cantități mari este halucinogen. Se folosește și pentru decorarea parcurilor.
Tratamente naturiste cu obligeană:
Obligeana (Acorum calamus) reprezintă un excelent remediu natural, utilizat cu succes în stimularea secrețiilor gastrointestinale și ca diuretic cu eliminare de acid uric.
De la obligeană se folosesc în scopuri terapeutice rădăcinile, care ajută în curățarea intestinelor de mucozități, calmează sistemul nervos, și ajută în tratarea balonărilor, artritei, diareei, tulburărilor digestive, anemiei, ulcerului stomacal, hiperacidității gastrice și stărilor de greață și vomă, hipermetabolism, hipotonie intestinala, hidropizie, împotriva fumatului, cancer pulmonar, boli de splină, ficat, pancreas, diaree.
ux extern : degerături, circulația periferică scăzută la mâini și picioare.